# Стефан Илчев (езиковед)
Вижте пояснителната страница за други личности с името Стефан Илчев.
Стефан Петров Илчев е български езиковед, изследвал проблемите на българската антропонимия и лексика, и преводач. Старши научен сътрудник в Института по български език на БАН.

## Биография
Роден е на 29 септември 1898 г. в Ботевград. Завършва славянска филология в Софийския университет (1925). Специализира във Варшава, Краков и Прага (1929 – 1930).
Работи в Института по български език на БАН от основаването му до края на живота си. Участвал е като съавтор в написването на повечето тълковни и правописни речници по онова време. Най-известен и най-широко използван негов труд е Речник на личните и фамилните имена у българите (1969). Той е един от съставителите на Речник на редки, остарели и диалектни думи в литературата ни от ХІХ и ХХ век, който излиза под неговата редакция (1974; 1998). Автор е на множество статии и езикови бележки по въпросите на историята на думите, езиковата култура, етимологията.
Умира на 4 март 1983 г. в София.